# Erik von Kuehnelt-Leddihn
Erik Maria Ritter von Kuehnelt-Leddihn, né à Tobelbad le 31 juillet 1909 et mort à Lans (Tyrol) le 26 mai 1999, est un écrivain et intellectuel catholique autrichien, qui se décrivait comme un « archi-libéral ultraconservateur ».
Il concevait le règne de la majorité dans le cadre de la démocratie comme menaçant les libertés individuelles, et se déclarait monarchiste, ennemi de toute forme de totalitarisme. Ses premiers ouvrages, La menace du troupeau et La liberté ou l'égalité, ont eu une influence non négligeable sur le mouvement conservateur aux États-Unis. Kuehnelt-Leddihn était également polyglotte - il parlait huit langues et en lisait onze autres). Ses textes les plus connus ont paru dans la National Review, dans laquelle il a écrit pendant trente-cinq ans.

## Biographie
Né en Autriche, Kuehnelt-Leddihn devient correspondant à Vienne du Spectator à l'âge de seize ans. Il étudie le droit civil et le droit canon à l'université de Vienne, puis obtient un master of Arts en économie et un doctorat de science politique à l'université de Budapest. De retour à Vienne, il se lance dans des études de théologie.
En 1935, il part en Angleterre, où il est professeur au Beaumont College, un lycée public tenu par les Jésuites, près de Windsor. Deux ans plus tard, il quitte l'Angleterre pour les États-Unis, et enseigne à l'université de Georgetown de 1937 à 1938, puis au Saint Peter's College, dans le New Jersey, où il dirige le département d'histoire et de sociologie de 1938 à 1943, à l'université Fordham comme professeur de japonais et enfin au Chestnut Hill College de Philadelphie, de 1943 à 1947. Après la Seconde Guerre mondiale, il rentre s'installer définitivement à Lans, dans le Tyrol autrichien, tout en continuant à voyager, notamment aux États-Unis et en URSS. 
Kuehnelt-Leddihn a écrit dans un grand nombre de revues, dont Chronicles et The Catholic World. Il a également travaillé en lien avec l'Acton Institute.

## Œuvres
Romans
- Gates of Hell
- Night Over the East
- Moscow 1979
- Black Banners

Essais
- The Menace of the Herd (sous le pseudonyme de Francis S. Campell), The Bruce Publishing Co., Milwaukee, 1943.
- Liberty or Equality, Christendom Press, Front Royal, Virginia, 1952, 1993.
- The Timeless Christian
- The Intelligent American's Guide to Europe
- Leftism, From de Sade and Marx to Hitler and Marcuse, Arlington House, Publishers, New Rochelle, NY, 1974.
- Austria infelix oder die Republik der Neidgenossent, Vienne, H. Böhlaus Nachf., 1983
- Leftism Revisited, From de Sade and Marx to Hitler and Pol Pot, Regnery Gateway, Washington D.C., 1990.